# Sông Iren
Sông Iren (tiếng Nga: Ирень река) — một con sông nhỏ chảy trong địa phận Permi krai, chi lưu phía tả ngạn của sông Sylva. Nó bắt nguồn từ gần làng Bargym ở phía đông nam krai này. Trong dòng chảy của mình, nó chảy qua các huyện Oktyabrsky, Uinsky, Ordinsky và Kungursky. Nó đổ vào sông Sylva tại khu vực thị trấn Kungur. Chiều dài tổng cộng khoảng 214 km, diện tích lưu vực khoảng 6.110 km² . Độ cao thu nước trung bình khoảng 232 m. Độ dốc trung bình khoảng 0,4 m/km.
Các chi lưu của nó có:
- Tả ngạn: Aspa, Syp, Malyi Ashap, Bolshoy Ashap, Turka, Bym;

Hai bờ sông Iren nói chung không cao và được các bụi cây che phủ. Trên hai bờ sông người ta có thể thấy những khối đá cao tới 50 m. Dọc theo bờ bên phải con sông này là dãy đồi thấp Iren, với thành phần chủ yếu là đá vôi. Sông Iren có địa hình lòng chảo với các vực nước xoáy, các bãi nông cũng như các hốc trũng sâu tới 10 m, dòng chảy ngoằn ngoèo và có vận tốc dòng chảy trung bình. Đáy sông Iren chủ yếu là cát và sỏi, cuội, ở một vài chỗ là bùn hay đất sét. Nguồn cấp nước chủ yếu là tuyết, bị đóng băng từ tháng 11 năm trước tới tháng 4 năm sau. Các loại cá thường gặp có cá lơxicút (Leuciscus cephalus) và cá chó (Esox lucius). Người ta cũng có thể bắt gặp các loài cá khác như Chondrostoma nasus, cá pecca châu Âu (Perca fluviatilis), cá chép (Cyprinus carpio), cá vền (Abramis brama). Sông này tuy không thuận tiện cho giao thông thủy, nhưng có thể thả các bè gỗ được.